# Dharmaraya Swamytempel

De Dharmaraya Swamytemple in Bangalore.

De Dharmaraya Swamytempel is een Hindoetempel gelegen in Bangalore, Karnataka, India. 
De tempel vertoond qua architectuur kenmerken van bouwwerken uit de periode van de Westerse Ganga-dynastie, de Pallava's en de Vijayanagara. De tempel is mogelijk al meer dan 800 jaar oud; de eerste gebouwen bestonden al voordat  het huidige Bangladore in 1530 werd gesticht door Kempe Gowda. 
Het enige grote festival dat in de tempel gehouden wordt is het Bangalore Karaga. 